# آتاری ۸۱۰

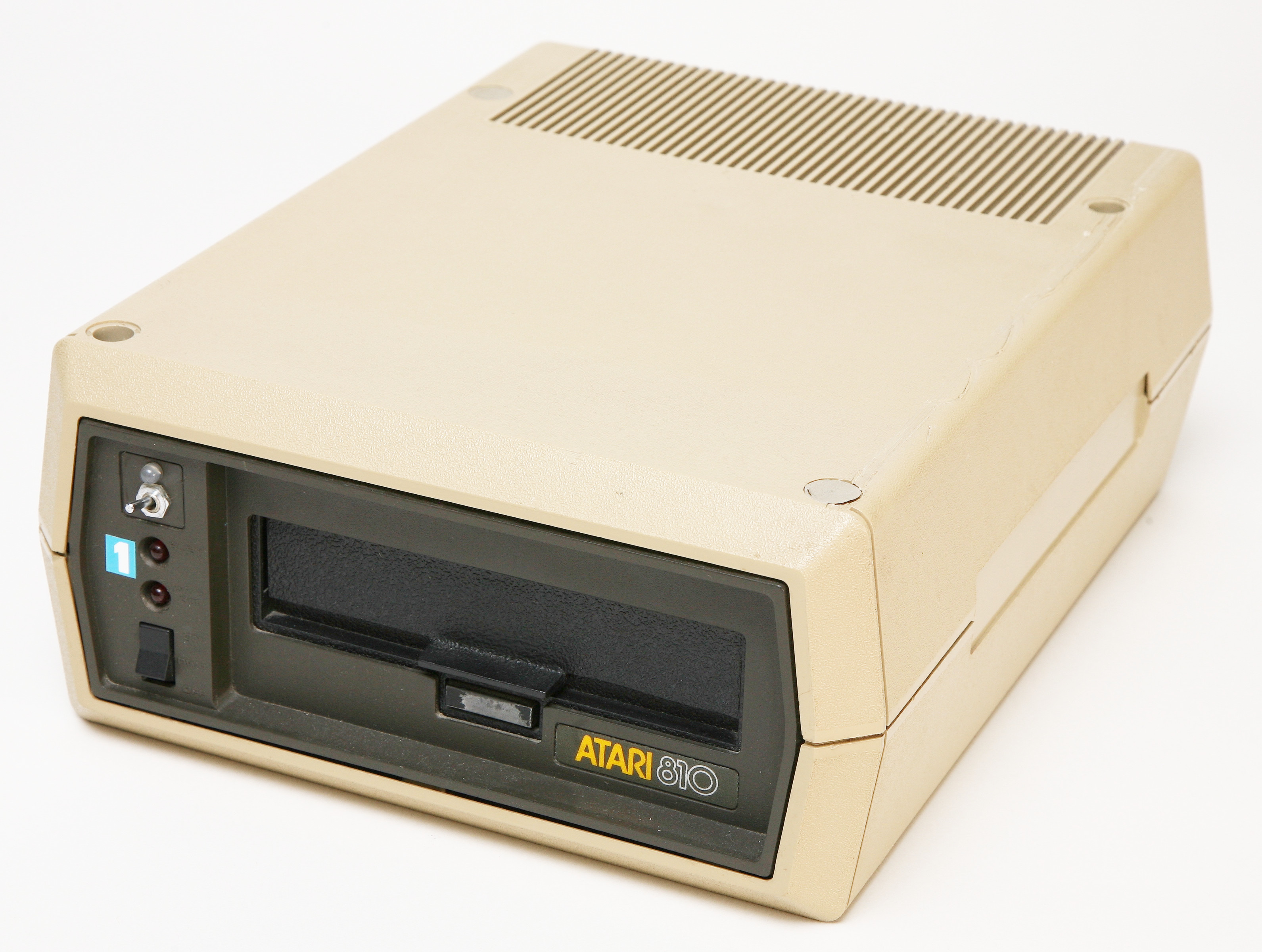
یک درایو فلاپی دیسک آتاری ۸۱۰ با دکمه باز کردن فرسوده.

آتاری ۸۱۰ (به انگلیسی: Atari 810) اولین درایو فلاپی دیسک برای کامپیوترهای خانگی خانواده ۸ بیتی آتاری بود که در سال ۱۹۸۰ منتشر شد. این آتاری از سیستم ذخیره‌سازی تک تراکم استفاده می‌کرد که ۹۰ کیلوبایت فضای ذخیره‌سازی را فراهم می‌نمود. آتاری ۸۱۵ از فرمت ۱۸۰ کیلوبایتی با چگالی دوگانه استفاده می‌کرد و دو درایو را در یک کیس قرار می‌داد. در همان زمان اعلام شد اما به تولید کامل نرسید. ۸۱۰ دیسک درایو استاندارد برای پلتفرم در سال‌های اولیه آن بود. آتاری ۸۱۰ به دلیل «غیرقابل اطمینان بودن» و به خصوص «عملکرد کند آن»، (در اکثر موارد حدود ۶ کیلوبیت بر ثانیه) شناخته شده بود. انواع محصولات بهبود دهنده برای رفع این مشکلات پدید آمدند. شناخته شده‌ترین آنها Happy 810 بود که یک بافر داده اضافه کرد و نرخ انتقال را برای بهبود عملکرد تا چهار برابر افزایش داد. همچنین منجر به بازار پر رونقی برای درایوهای جایگزین مانند Indus GT و Percom گردید که فضای ذخیره‌سازی بیشتر و سایر ویژگی‌ها را ارائه می‌دادند. در آوریل ۱۹۸۲، آتاری فرایند طراحی نسخه بهبودیافته سری ۸ بیتی را آغاز کرد که سپس به نام Sweet 8 و Sweet 16 نامیده شد. تغییرات در طرح‌ها منجر به انتشار تنها یکی از این طرح‌ها شد که اکنون به نام 1200XL شناخته می‌شود.